# المركز الوطني للتعليم عن بعد
المركز الوطني للتعليم عن بعد ( بالفرنسية :Centre national d'enseignement à distance أو Cned ) هو مؤسسة عامة فرنسية تحت إشراف وزارة التعليم مخصصة لتوفير مواد التعلم عن بعد . وهي أكبر جامعة في أوروبا من حيث عدد الطلاب.
تم إنشاؤه في عام 1939 ويقدم المواد عبر الإنترنت منذ منتصف التسعينيات. وتقدم الجامعة 3000 برنامج تتراوح من مرحلة رياض الأطفال إلى مستوى الجامعة . في عام 2022، تم تسجيل حوالي 350 ألف طالب، 30 ألف منهم يعيشون خارج فرنسا. ومن بين هؤلاء، هناك ما يقرب من 245 ألف طالب من طلاب التعليم العالي من المعاهد التقنية إلى مستوى الماجستير. يقدم المركز الوطني للتعليم العالي (CNED) الفرصة للدراسة بمستوى عالٍ، أثناء العيش في أي بلد، أو السفر حول العالم. يمكن للطلاب الدراسة باستخدام الكتب أو عبر الإنترنت (وهو أمر أسهل للحمل عند السفر). 

## روابط خارجية
- الموقع الرسمي للمركز الوطني للتعليم عن بعد — (بالفرنسية)

46°39′44″N 0°21′40″E / 46.6623°N 0.3612°E